# Coppa Suruga Bank 2010
La Coppa Suruga Bank 2010 è stata la terza edizione della Coppa Suruga Bank. Si è svolta il 4 agosto 2010, in gara unica, tra il Football Club Tokyo (vincitore della Coppa J. League 2009) e l'LDU Quito (vincitore della Copa Sudamericana 2009), e ha visto la vittoria di quest'ultima per 6-5 dopo i calci di rigore.

## Finale
| Tokyo 4 agosto 2010, ore 19:00 | FC Tokyo             | 2 – 2                              | LDU Quito | National Stadium (19.423 spett.) |
| \| \| \| \| \| Hirayama 33’ Oguro 90’ \| Marcatori \| 28’ Barcos 63’ (rig.) Urrutia \| \| Oguro Matsushita Shigematsu Konno Kajiyama \| Tiri di rigore 4 – 3 \| Urrutia de la Cruz Lara Calle Luna \| |                      |                                    |           |                                  |
| |                      |                                    |           |                                  |
| Hirayama 33’ Oguro 90’ | Marcatori            | 28’ Barcos 63’ (rig.) Urrutia      |           |                                  |
| Oguro Matsushita Shigematsu Konno Kajiyama | Tiri di rigore 4 – 3 | Urrutia de la Cruz Lara Calle Luna |           |                                  |

| FC Tokyo | LDU Quito |